# São Vicente e Granadinas nos Jogos Olímpicos de Verão de 1992
São Vicente e Granadinas competiu nos Jogos Olímpicos de Verão de 1992, em Barcelona, Espanha.

## Resultados por Evento

### Atletismo
Revezamento 4x400 m masculino
- Lenford O'Garro, Michael Williams, Eversley Linley, e Eswort Coombs
  - Eliminatórias — 3:10.21 (→ não avançou)